# Gustav Iden
Gustav Iden (Bergen, 1 de mayo de 1996) es un deportista noruego que compite en triatlón.
Ganó una medalla de oro en el Campeonato Mundial de Ironman de 2022 y dos medallas de oro en el Campeonato Mundial de Ironman 70.3, en los años 2019 y 2021.
Participó en los Juegos Olímpicos de Tokio 2020, ocupando el octavo lugar en la prueba individual.

## Palmarés internacional
| Campeonato Mundial | Campeonato Mundial     | Campeonato Mundial | Campeonato Mundial |
| Año                | Lugar                  | Medalla            | Prueba             |
| ------------------ | ---------------------- | ------------------ | ------------------ |
| 2022               | Hawái (Estados Unidos) | Medalla de oro     | Individual         |

| Campeonato Mundial | Campeonato Mundial          | Campeonato Mundial | Campeonato Mundial |
| Año                | Lugar                       | Medalla            | Prueba             |
| ------------------ | --------------------------- | ------------------ | ------------------ |
| 2019               | Niza (Francia)              | Medalla de oro     | Individual         |
| 2021               | St. George (Estados Unidos) | Medalla de oro     | Individual         |